# Surtur (satèl·lit)
Surtur, també conegut com a Saturn XLVIII (designació provisional S/2006 S 7), és un satèl·lit de Saturn. El seu descobriment va ser anunciat per David C. Jewitt, Scott S. Sheppard, Jan Kleyna i Brian G. Marsden el 26 de juny de 2006, després de les observacions fetes entre el 12 de desembre de 2004 i el 29 d'abril de 2006.
El seu nom el deu a Surtur, cap dels gegants de foc en la mitologia nòrdica.